# ネアーン卿
ネアーン卿（英: Lord Nairne）は、スコットランド貴族のロード・オブ・パーラメント。判事ロバート・ネアーンが1681年に叙されたことに始まる。1995年以降、マージー子爵家の従属爵位となっている。 

## 歴史
スコットランド民事控訴院院長を務めた判事ロバート・ネアーン(1600-1683)は1681年1月27日にスコットランド貴族としてネアーン卿(Lord Nairne)に叙された。彼には一人娘のマーガレット(1669-?)があるのみであったため、爵位は娘婿ウィリアム・マレーを継承者に加えた特別継承権を帯びており、初代卿ののちは彼が卿位を相続した。 
2代卿ウィリアム(1665頃-1726)はジャコバイトであり1715年ジャコバイト蜂起に参加したのち、プレストンの戦いに敗れて捕虜となり、翌年には私権剥奪を受けた。 
その息子ジョン(1691-1770)も父同様にジャコバイトとして1715年ジャコバイト蜂起及び1745年ジャコバイト蜂起に参加して、度々私権剥奪を蒙った。 
その孫にあたるウィリアム(1757-1830)の代に、1824年1月17日の議会法によって父祖に対する私権剥奪処分の撤回とネアーン卿位の回復が認められた。 
しかし、彼の息子である6代卿ウィリアム(1808-1837)が未婚のまま死去したため、ネアーン卿位は2代卿ウィリアムの玄孫にまで遡って、フラオー伯爵夫人マーガレット・マーサー・エルフィンストンが継承した。 
7代女卿マーガレット(1788-1867)は、フランス外相タレーランの子である将軍シャルル・ド・フラオーと結婚していたほか、父からも爵位を相続していたためキース女男爵位も併せて保持していた。ただし、彼女がその生涯で卿位を主張することはなかった。(→以前の歴史はキース男爵を参照) 
その長女エミリー(1819-1895)はネアーン卿位の保持者である旨を主張して、1874年に貴族院よりこれを認められている。なお、彼女はランズダウン侯爵家に嫁いだため、卿位はさらに同侯爵家へと流出した。 
その後、3代にわたってペティ＝フィッツモーリス家が卿位を保持したが、11代卿チャールズ・ペティ=フィッツモーリス(1917-1944)が第二次世界大戦で男子のないまま戦死すると、卿位はその姉キャサリンが相続した。(→以降の歴史はランズダウン侯爵を参照。) 
12代女卿キャサリン(1912-1995)は第3代マージー子爵エドワード・ビガムと結婚したため、ネアーン卿はマージー子爵家の従属爵位となり現在に至っている。(→以降の歴史はマージー子爵を参照。) 
一族の邸宅は、サセックス州プルバラ近郊に位置するビグナー・パーク(Bignor Park)。 

## ネアーン卿（1681年）
- 初代ネアーン卿ロバート・ネアーン（英語版） （1620頃–1683）
- 第2代ネアーン卿ウィリアム・マレー（1664–1726）（1716年私権剥奪処分・爵位褫奪）
- 第3代ネアーン卿ジョン・ネアーン（1691-1770）
- 第4代ネアーン卿ジョン・ネアーン （?-1782）
- 第5代ネアーン卿ウィリアム・マレー・ネアーン （1757-1830）（1824年爵位回復）
- 第6代ネアーン卿ウィリアム・マレー・ネアーン （1808–1837）
- 第7代ネアーン女卿（第2代キース女男爵）マーガレット・マーサー・エルフィンストン（英語版） （1788–1867）
- 第8代ネアーン女卿（ランズダウン侯爵夫人）エミリー・ジェーン・ペティ=フィッツモーリス（英語版） （1819-1895）
- 第9代ネアーン卿（第5代ランズダウン侯爵）ヘンリー・チャールズ・キース・ペティ=フィッツモーリス （1845–1927）
- 第10代ネアーン卿（第6代ランズダウン侯爵）ヘンリー・ウィリアム・エドマンド・ペティ=フィッツモーリス（英語版） （1872-1936）
- 第11代ネアーン卿（第7代ランズダウン侯爵）チャールズ・ペティ=フィッツモーリス（英語版） （1917–1944）
- 第12代ネアーン女卿（マージー子爵夫人）キャサリン・イヴリン・コンスタンス・ビガム （1912–1995）
- 第13代ネアーン卿（第4代マージー子爵）リチャード・モーリス・クライヴ・ビガム （1934–2006）
- 第14代ネアーン卿（第5代マージー子爵）エドワード・ジョン・ヘイラム・ビガム （1966-）

卿位の法定推定相続人は、現当主の娘であるミストレス・オブ・ネアーン(儀礼称号) フローラ・ダイアナ・ジョアン・ビガム （2003‐ ）。

### 註釈
1. ↑  彼は初代アソル侯爵ジョン・マレー（英語版）の四男にあたっており、兄に初代アソル公爵ジョン・マレーがいる。
2. ↑  彼女は父から1791年叙爵のアイルランド貴族爵位であるキース女男爵及び、1803年創設の連合王国貴族爵位であるキース女男爵の2つを相続した。しかし両爵位とも彼女の死を以て廃絶となっている。[5]